# Недоброво, Владимир Владимирович
Владимир Владимирович Недоброво (15 февраля 1905, Санкт-Петербург, Российская империя — 12 августа 1951) — советский сценарист, кинокритик, киновед. Член Союза писателей СССР (1934—1951).

## Биография
Родился 15 февраля 1905 года в Петербурге. В 1921 году поступил в Петроградский институт истории искусств, который он окончил в 1926 году. В 1925—1928 годах возглавлял киноотдел журнала «Жизнь искусства». В 1928 году вошёл в состав редакции газеты «Кино», где до 1930 года занимал должность секретаря, одновременно с этим заведовал киносектором издательства «Теакинопечать».
Был одним из заметных кинокритиков раннего советского кинематографа. В 1927—1928 годах опубликовал в ленинградском приложении к газете «Кино» ряд статей из цикла «Киносилуэты» о советских режиссёрах. В это же время одним из первых обратился к исследованию эксцентризма в советском кино, издав работу о творческом объединении ФЭКС.
Сценарную деятельность начал с конца 1920-х годов и написал ряд сценариев для кинематографа. После начала Великой Отечественной войны остался в Ленинграде и отразил блокадный быт в киносценарии «Жила-была девочка».
Скоропостижно скончался 12 августа 1951 года в возрасте 46 лет. Похоронен на Введенском кладбище (5 уч.).

## Фильмография

### Сценарист
- 1930 —
  - Не хочу ребёнка
  - По ту сторону
- 1931 —
  - Златые горы
  - Золотое время
  - Сын страны
- 1932 — Победители ночи
- 1935 — Лунный камень
- 1940 — Разгром Юденича
- 1944 — Жила-была девочка